# (2452) Lyot
(2452) Lyot (1981 FE) – planetoida z pasa głównego asteroid okrążająca Słońce w ciągu 5,61 lat w średniej odległości 3,16 au. Odkryta 30 marca 1981 roku.